# نپی‌یر ۷۰۹۶
سیارک ۷۰۹۶ (به انگلیسی: 7096 Napier، نامگذاری:1992VM) هفت هزار و نود و ششمین سیارک کشف شده‌است که در ۳ نوامبر ۱۹۹۲ کشف شد.
قدر مطلق سیارک برابر ۱۵٫۳۰ است.